# Militia (gruppo musicale)
I Militia sono una alternative rock band italiana formatasi a Perugia nel 1979.

## Storia del gruppo
Sebbene il nome Militia circoli solo dalla fine del 1982, il gruppo in realtà si è costituito a Perugia nel 1979, dapprima con il nome "Lo Noize", poi con quello di "Strange Militia".
Inizialmente il suo stile è vicino alla sensibilità della new wave e della scena post-punk britannica, pur avendo già in organico apparecchiature elettroniche, che con il tempo andranno a caratterizzare sempre più il marchio di fabbrica dei Militia.
Le prime esperienze discografiche a livello underground vengono fatte con la Mask Productions di Savona e, successivamente, con l'intraprendente etichetta fiorentina Contempo Records che ne pubblica l'EP Folk II.
I Militia divengono protagonisti della emergente New Wave italiana al fianco di gruppi come Diaframma, Litfiba, CCCP Fedeli alla linea, Moda, Neon, Bu bu sex, ecc.: il settimanale Panorama dedica un servizio alla scena dark perugina (rappresentata da Militia, Aidons La Norvege, X-Offender, T.V. Voodoo e Axa Vanea) segnalandola come uno dei fenomeni di spicco a livello nazionale al pari di realtà consolidate come quelle di città come Firenze, Bologna e Pordenone.
L'attività live dei Militia ha coperto principalmente il periodo tra il 1982 ed il 1992 con prestigiose esibizioni all'estero (in Germania ed Olanda) e tappe d'obbligo nelle principali città italiane: i più rappresentativi Clubs della Penisola e numerosi tra Festival e rassegne organizzati lungo la penisola hanno ospitato il gruppo perugino in quegli anni.
In quel decennio intenso i Militia, infatti, si sono esibiti oltre cento volte ed hanno diviso il palco con molte band esponenti di quella stessa scena New Wave (tra cui Take 4 Doses, Weimar Gesang, Violet Eves, Dirty Kids, No Fun, Savage circle ed i futuri La Crus), ma anche con artisti di altra estrazione musicale, sia italiani (Grazia Di Michele, Goran Kuzminac, Roberto Ciotti) che stranieri (Terje Ripdal, Inti-Illimani, Patrick Fitzgerald, Breathless, Francois R. Cambuzat, Artery, Mary Kelley, Subway to Sally).
Dalla fine degli anni '80 il gruppo avvia un rapporto di collaborazione e sinergia con la storica etichetta del Valdarno Materiali Sonori dei fratelli Giampiero e Arlo Bigazzi e con essa continua fino ad oggi un proficuo connubio.
Il primo album dei Militia, intitolato Dunarobba, vende oltre 2000 copie e raccoglie consensi tra gli addetti ai lavori: la rivista britannica Audion, l'italiana Rockerilla e numerose tra fanzine ed emittenti radiofoniche indipendenti (Italia, Francia, Grecia, U.S.A.) lo segnalano tra i “dischi dell'anno”; personaggi del mondo musicale come i The Residents e Richard Sinclair (dei Caravan) ne danno attestati di stima e di apprezzamento; un poll tra i lettori della rivista italiana Rockstar inserisce addirittura il gruppo tra i primi 10 in Italia (sopravanzati in classifica solo da Litfiba, Stadio, CCCP Fedeli alla linea).
Dopo quell'esperienza il gruppo ha deciso di rallentare l'attività discografica e concertistica, concentrandosi sulla ricerca nel campo dell'elettronica, ed ha anche creato un proprio studio di registrazione.

### Anni novanta: contaminazioni artistiche
I suoi componenti, nel corso degli anni '90, hanno potuto contribuire a vario titolo ad alcune produzioni dell'etichetta: il tributo a Frank Zappa, il progetto Marco Polo, che ha coinvolto tra gli altri David Sylvian e Roger Eno, l'album solista di Clare Ann Matz, un lavoro dei Doubling Riders e tutte le uscite della serie Drop (in alcuni casi anche in veste di “remixers”) di cui Fabrizio Croce, membro fondatore, è stato tra i curatori.
Fin dalla metà degli anni novanta il gruppo ha deciso di dedicarsi anche a progetti estranei all'ambito strettamente musicale, avvicinandosi inizialmente al solo teatro: è di quel periodo, infatti, la collaborazione con il regista/attore Carlo Bruni (poi direttore artistico del Teatro Kismet di Bari) in alcuni progetti embrionali di teatro-musica; qualche anno più tardi inizia invece una proficua collaborazione con il gruppo Teatro di Sacco guidato dall'attore/regista Roberto Biselli, insieme al quale i Militia hanno prodotto nel 2001 l'opera di teatro musicale La crociata dei bambini(presentata in anteprima alla Sagra Musicale Umbra e poi in diverse rassegne nazionali) e, successivamente, altri progetti di sonorizzazione del teatro.
È di quegli stessi anni anche l'infatuazione per la poesia: il gruppo inizia a frequentare il circolo dei poeti irlandesi residenti in Umbria e, in particolare, con l'autore MacDara Woods avvia uno speciale connubio che produrrà una prima collaborazione in Elvengamello e, a seguire, la realizzazione del poema in musica "Above Pesaro" nel '99 e diverse apprezzate esibizioni dal vivo di musica e poesia.
Da questo momento lo spoken word diviene il filo conduttore del lavoro dei Militia, tanto da dare vita anche ad una collana discografica dedicata a questo tipo di contaminazione espressiva, la Soundtracks for spoken word edita da Materiali Sonori.
L'ultima parte degli anni '90 e la prima del nuovo decennio dunque sono state dedicate a progetti in qualche modo legati alla recitazione (poesia e teatro) e alle arti visive o dello spettacolo (cinema, video-arte e danza): in questi contesti il gruppo ha lavorato a numerose colonne sonore, in gran parte pubblicate, ed è anche tornato a esibirsi all'interno di rappresentazioni multimediali.
Il progetto originale di "Elvengamello", ideato e prodotto nel '97 (con la partecipazione, tra gli altri, del regista Pupi Avati, dell'attore Philippe Leroy, del produttore cinematografico Walter Saxer e del compositore Salvatore Sciarrino) è il primo della serie.
Ad esso seguono in ordine cronologico la sonorizzazione del poema Above Pesaro di Macdara Woods, l'opera teatrale La crociata dei bambini, ispirata al testo ottocentesco di Marcel Schwob, lo spettacolo video-musicale di 4:48, ispirato al testo teatrale di Sarah Kane (commissionato dal Festival Cartoombria e prodotto con la squadra di video-artisti Two things) e il lavoro teatrale di poesia-danza-immagini "La ballata dell'esca dalle lunghe gambe", ispirato all'omonimo poema di Dylan Thomas.
Nel 1999 il regista Massimo Martella ha scelto un brano originale dei Militia da inserire nel film La prima volta.

### Anni duemila
Dal 2003 il gruppo ha lavorato al ritorno ad un'opera discografica compiuta, la prima dopo Elvengamello: si tratta di un progetto ispirato alla preghiera ed alla sacralità uscito nell'estate del 2008, cui hanno collaborato il compositore/d.j. giapponese Nobukazu Takemura, l'attore/interprete della tradizione ebraica Enrico Fink, il pluristrumentista Roberto Laneri (già fondatore dell'ensemble vocale Prima Materia e collaboratore di Peter Gabriel) e l'etno-musicologo Giancarlo Palombini.
Nel 2006, in occasione di una serata commemorativa dello storico locale Suburbia, quattordici anni dopo l'ultima apparizione “live”, i Militia sono tornati a suonare in concerto nel quartetto classico eseguendo solo repertorio degli anni '80.
Nel 2010 il gruppo è stato invitato a Leipzig, nel Sud-Est della Germania per esibirsi al prestigioso Gothik Treffen Festival.
Da quel momento il gruppo ha iniziato a lavorare al suo progetto più ambizioso, un'opera multimediale (CD, Doppio Vinile, Libro e Film) dedicata all'opera del poeta irlandese Macdara Woods (scomparso nel 2018) ed intitolata "Macdara(s)", che ha visto la luce alla fine del 2022. Il film omonimo è stato realizzato sotto il coordinamento del regista/graphic designer Massimo Rossi, con il patrocinio della Accademia di Belle Arti di Firenze e la produzione di Promovideo. 
Nel Giugno del 2025 improvvisamente è venuto a mancare Dario Bavicchi, uno dei fondatori del gruppo.

## Formazione
Fin dalle origini il gruppo è stato composto da Dario Bavicchi (chitarra, tastiere, elettronica, voci), Fabrizio Croce (ritmi, elettronica, voci) e Giovanni Romualdi (chitarre), e questa formazione è rimasta tale fino ad oggi.
Nel corso degli anni nel ruolo di bassista si sono avvicendati Augusto Croce (poi passato negli Aidons la Norvege), Nicoletta Vinti, Claudio Castrini e Andrea Conversano: quest'ultimo è rimasto stabilmente nella formazione fino al ‘96 contribuendo ai passaggi più importanti nella storia del gruppo.
Più tardi in questo ruolo si sono avvicendati per brevi periodi anche Arlo Bigazzi (fondatore della Materiali Sonori, che ha anche prodotto gli albums "Dunarobba" ed "Elvengamello") e Aroldo Toccaceli: in realtà, i tre membri originari hanno deciso negli ultimi anni di mantenere l'organico aperto e pronto a rimodellarsi secondo le necessità del progetto in cui erano coinvolti.

### Collaborazioni artistiche
Tra gli artisti internazionali che hanno collaborato con loro ci sono il violinista Blaine Reininger dei californiani Tuxedomoon, il polistrumentista tedesco Chris Karrer, già fondatore degli Amon Düül II (che dopo aver suonato in Dunarobba si è esibito più volte in concerto a fianco del gruppo), il team etno-elettronico inglese dei Trans-global underground, il compositore newyorchese David Shea, l'ensemble di ricerca britannico O Yuki conjugate e il compositore/d.j. nipponico Nobukazu Takemura.
Molti sono anche gli artisti italiani che hanno preso parte ai lavori dei Militia: il trombettista Cristian Bittarelli merita una menzione a parte essendo da sempre un membro aggiunto del gruppo; inoltre, il percussionista Stefano Saletti (dei Novalia), il soprano Paola Chiurulla, le vocalists Sabrina Carletti ed Elena Okechukwu, il trombonista Antonio Coatti (già impegnato nei progetti Ella guru e Shell vibes), Roberto Laneri, Enrico Fink, il violoncellista Damiano Puliti (dell'Harmonia Ensemble), il team elettronico fiorentino dei Govinda, i deejays Ralf, Lovecalo', Simone Fabbroni, l'etnomusicologo Giancarlo Palombini ed il team Maffia Sound-system.
All'opera multimediale "Macdara(s)", infine, hanno collaborato a vario titolo Nicola Cappelletti, il Coro delle Voci bianche del Conservatorio Morlacchi di Perugia diretto dal maestro Franco Radicchia, Gianfranco De Franco, Fast Animals and Slow Kids, Paolo Fresu, Simone Frondini, Giovanni Guidi, Serse Luigetti, Master Freez, Eilèan Ni Chuilleanain, DJ Ralf, Massimo Rossi, Francesco "Bolo" Rossini, Umberto Ugoberti, Vespertina.

## Discografia
- 1985 - Folk II (EP, Contempo Records)
- 1990 - Dunarobba (LP, Materiali Sonori)
- 1997 - Elvengamello.mlt file (12", Fuzz Dance)
- 1998 - Elvengamello (LP/CD, Materiali Sonori)
- 1998 - Elvengamello.MLT File (Drop 6.1) (CD, Materiali Sonori)
- 1999 - Above Pesaro (CD, Materiali Sonori + Libro, Volumnia Editore)
- 2002 - La crociata dei bambini (CD, Materiali Sonori)
- 2003 - 4:48 (CD, Materiali Sonori)
- 2008 - Namu/Namasthe + Dathu (2CD, Materiali Sonori)
- 2022 - Macdara(s) (CD/LP, Materiali Sonori + Libro, Volumnia Editore + Film, Promovideo/Accademia di belle arti di Firenze)

### Partecipazioni a compilation
- 1983 - First relation - con il brano Limbo (LP, Mask Productions)
- 1984 - L'Italia Taglia - con il brano Quadrilla (4xCassette, Megamagomusic)
- 1992 - The Materiali Sonori Guide To Intelligent Music - con il brano Dunarobba (CD, Materiali Sonori)
- 1994 - Sonora 4/94 / Tributo a Frank Zappa - con il brano Studio Z (CD, Materiali Sonori)
- 1998 - Alternative Meditations - Ambient & Liquid Dance Discomystic#2 - con il brano Su Santidad (CD, Materiali Sonori)
- 1998 - Materiali sonori - con il brano Su Santidad (CD, Materiali Sonori)
- Enciclopedia del rock / Volume 1 (Fabbri Editore)